# SN 1995at
SN 1995at – supernowa typu I odkryta 20 listopada 1995 roku w galaktyce A010450+0433. Jej maksymalna jasność wynosiła 22,62m.